# Mikołaj Łącki z Chraplewa
Mikołaj Łącki z Chraplewa herbu Kolumna (zm. ok. 1617 roku) – chorąży poznański w latach 1588-1616.
Poseł województwa poznańskiego i województwa kaliskiego na sejm koronacyjny 1576 roku, sejm 1590 roku.
Poborca w województwie poznańskim w 1590 roku.